# نيكولا أسكولي
نيكولا اسكولي (بالإيطالية: Nicola Ascoli)‏ (11 سبتمبر 1979 بفيبو فالينتيا في إيطاليا - ) هو لاعب كرة قدم إيطالي في مركز الدفاع. لعب مع جامعة كلوج ونادي إمبولي ونادي ريجينا ونادي فروسينوني ونادي كاتانزارو.

## وصلات خارجية
- نيكولا اسكولي على موقع قاعدة بيانات كرة القدم.إي يو (الإنجليزية)
- نيكولا اسكولي على موقع Soccerway.com (الإنجليزية)